# Nicolaas van der Horst

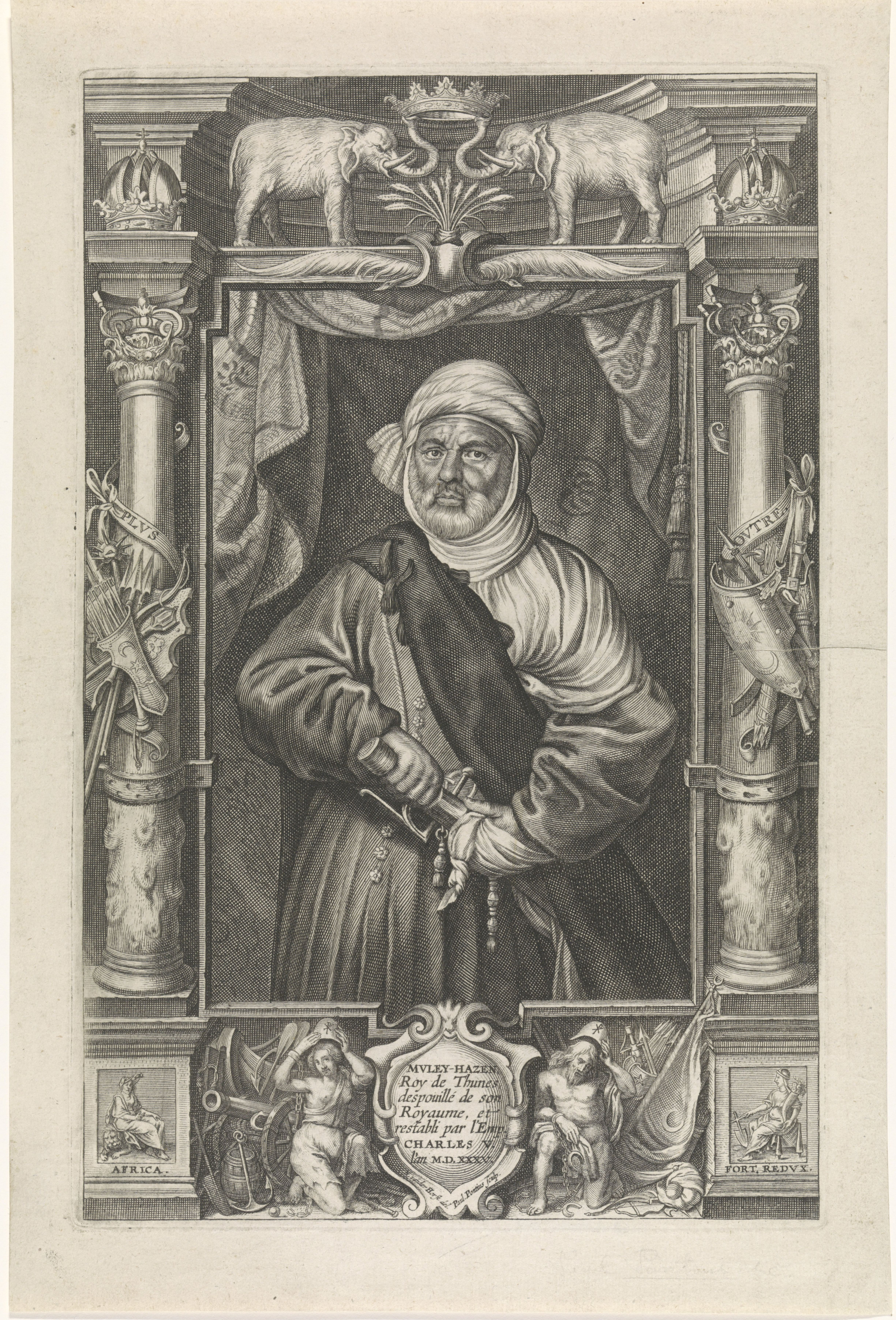
Portret van Muley Hassan, ca. 1545 (gegraveerd door Paulus Pontius naar Van der Horst)

Nicolaas van der Horst (Antwerpen, 1587/1598 - Brussel, 1646) was een tekenaar en schilder.
Volgens zijn biograaf Cornelis de Bie was Van der Horst opgeleid door Rubens. Hij reisde door Duitsland, Frankrijk en Italië, waarna hij zich als een gerenommeerd kunstenaar in Brussel vestigde. Daar produceerde hij vooral tekeningen voor uitgevers van boeken en prenten. Hij werkte samen met graveerders als Paulus Pontius, Pieter de Jode, Cornelis Galle en Guillaume Collaert. Zijn tekeningen lagen aan de basis van het Brusselse stadsplan van 1640, uitgegeven door Martin de Tailly en gegraveerd door Abraham Dircksz van Santvoort. Van der Horst was een hoveling van aartshertog Albrecht van Oostenrijk en waarschijnlijk ook lid van de Grote Voetbooggilde van Onze-Lieve-Vrouw, zoals wordt afgeleid uit de signatuur op het enige bewaarde schilderij van hem (Nicolás vander Horts ArcHero). Het werk, bewaard in het Broodhuis, toont de grote processie die de aartshertogen op 4 juni 1622 hielden naar Laken en waaraarn behalve 345 begijnen ook schutters deelnamen.